# Valve Anti-Cheat
Valve Anti-Cheat (скорочено VAC) — розробка компанії Valve для запобігання використанню гравцями читів (нечесних прийомів гри) розроблена компанією Valve, як компонент платформи Steam.

## Історія
Вперше VAC було випущено разом з Counter-Strike 1.4 у 2002-му році, після рішення Valve відмовитися від програми PunkBuster та розробити свою систему. Перша версія, VAC1, певний час була досить успішною, проте у березні-квітні 2004 року оновлення припинилися, оскільки інженери Valve перейшли до розробки його наступника — VAC2.
Valve не надто жваво обговорює VAC, тому дуже мало відомо про принципи його роботи. Втім, 17 листопада 2006 року вони оголосили, що "нова технологія [VAC]" спіймала "понад 10,000" спроб шахраювання лише за попередній тиждень, що дало змогу оцінити масштаби протишахрайських операцій.
Станом на кінець 2011 року, за оцінками неофіційних джерел, майже 1,5 мільйона облікових записів Steam заблоковано завдяки VAC.

## Переваги
- Повна інтеграція через Steam.
- Затримка блокування не дає виробникам ПЗ для шахраювання точної і своєчасної інформації. Це призводить до скорочення поставок ПЗ такого штибу гравцям, які хочуть шахраювати граючи в мережі.

## Недоліки
- VAC не може виявляти зміни вмісту, наприклад, підробку кольору чи прозорості текстур, оскільки вони жодним чином не зачіпають програмний код. В рушії Source для запобігання цьому була створена можливість створити "чисті" сервери (sv_pure), в яких не дозволяються змінювати стандартний вміст.[5]
- Існує багато шляхів обійти захист VAC. Гравці відомої гри CS:GO отримують найбільше збитків через це.